# Lúcio Genúcio Aventinense
Lúcio Genúcio Aventinense (em latim: Lucius Genucius Aventinensis; m. 362 a.C.) foi um político da gente Genúcia da República Romana, eleito cônsul por duas vezes, em 365 e 362 a.C., com Quinto Servílio Aala nas duas vezes.

## Família
"Aventinense" era o nome de uma família plebeia da gente Genúcia, um nome derivado da colina do Aventino, que era o bairro de roma onde moravam os plebeus. A família era descendente do tribuno da plebe Cneu Genúcio, assassinado em 473 a.C..

## Primeiro consulado (365 a.C.)
Seu mandato foi tranquilo do ponto de vista militar, mas acabou marcado pela epidemia que, entre outras mortes, levou Marco Fúrio Camilo.
| “ | As fontes citam que morreram um censor, um edil e três tribunos da plebe; e que o número de vítimas no resto da população foi igualmente elevado | ” |
|   | — Lívio, Ab Urbe condita VII, 1. |   |

## Segundo consulado (362 a.C.)
Lúcio Genúcio, o primeiro cônsul plebeu a quem foi encarregada uma campanha militar, morreu numa emboscada dos hérnicos. Foi neste mesmo ano que teria sido realizado o episódio lendário de Marco Cúrcio, que teria se sacrificado atirando-se num abismo no Fórum Romano.